# Johanna Spyri
Johanna Spyri (született: Johanna Louise Heusser) (Hirzel, Zürich kanton, 1827. június 12. – Zürich, 1901. július 7.) svájci írónő.

## Élete
1827. június 12-én született a Zürichi-tó melletti Hirzelben, Johanna Louise Heusser néven. Gyermekként sok nyarat töltött Chur környékén, ami több későbbi regényének helyszínéül szolgált. Írói pályafutása 1852-ben kezdődött, amikor férjhez ment Bernhard Spyri ügyvédhez. Főként arról kezdett írni, hogyan telik az élete vidéken. Első regénye a családon belüli erőszakról szól (Ein Blatt auf Vrony's Grab, 1871). Az ezt követő években sorra jelentek meg felnőtteknek és gyermekeknek szóló regényei, melyek közül a legismertebb a Heidi (ezt mindössze négy hét alatt írta meg); ez később világsikert aratott (1881-es megjelenése óta körülbelül 50 millió példány kelt el belőle és közel 50 nyelvre fordították le). A regény egy árva kislányról szól, aki nagyapjával él a svájci Alpokban. A könyvben páratlan szépséggel mutatkozik be az alpesi táj. Számtalan filmes, televíziós és színpadi adaptációval rendelkezik, továbbá musical és animesorozat is készült belőle.
1884-ben férjét és egyetlen fiát, Bernhardot is elveszítette. Ezek után élete hátralévő részét jótékonykodásnak szentelte, és több, mint ötven könyvet írt.
1901. július 7-én hunyt el Zürichben.

## Művei
Harminc év alatt, 1871-től haláláig, Spyri 31 könyvet adott ki, összesen 48 történettel. A leghíresebb Heidi (1881, fordította: Fazekas László) volt.

### További művei
Ein Blatt auf Vrony’s Grab (1871)
Nach dem Vaterhause! (1872)
Ihrer Keines vergessen. (1872)
Verirrt und gefunden (Aus dem Leben) (1872)
Aus früheren Tagen. (1873)
Heimathlos. (mit den Erzählungen Am Silser- und am Gardasee und Wie Wiseli’s Weg gefunden wird) (1878)
Aus Nah und Fern. (mit den Erzählungen Der Mutter Lied und Peppino, fast eine Räubergeschichte) (1879)
Verschollen, nicht vergessen. Ein Erlebnis, meinen guten Freundinnen, den jungen Mädchen (1879)
Im Rhonethal (1880)
Aus unserem Lande. (mit den Erzählungen Daheim und wieder drauẞen und Wie es in Waldhausen zugeht) (1880)
Am Sonntag (1881)
Ein Landaufenthalt von Onkel Titus. (1881)
Kurze Geschichten für Kinder und auch für Solche, welche die Kinder lieb haben. (mit den Erzählungen Beim Weiden-Joseph, Rosen-Resli, Der Toni von Kandergrund, Und wer nur Gott zum Freunde hat, dem hilft er allerwegen! und In sicherer Hut) (1882)
Zwei Volksschriften (mit den Texten Ein goldener Spruch und Wie einer dahin kam, wo er nicht hin wollte) (1883)
Wo Gritlis Kinder hingekommen sind. books.google (1883)
Gritlis Kinder kommen weiter. (1884)
Aus dem Leben eines Advocaten (1885)
Kurze Geschichten für Kinder und auch für Solche, welche die Kinder lieb haben. Zweiter Band. (mit den Erzählungen Moni der Geissbub, Was der Grossmutter Lehre bewirkt, Vom This, der doch etwas wird, Am Felsensprung und Was Sami mit den Vögeln singt) (1886)
Was soll denn aus ihr werden? Eine Erzählung für junge Mädchen (1887)
Artur und Squirrel. (1888) (Artúr különös vakációja, fordította:  Debreczeniné Aujeszky Lenke, illusztrálta: Tóth Éva. Harmat kiadó, Budapest, 2001)
Aus den Schweizer Bergen. (mit den Erzählungen In Hinterwald, Die Elfe von Intra und Vom fröhlichen Heribli) (1888)
Was aus ihr geworden ist. Eine Erzählung für junge Mädchen. – später neu bearb. von Charlotte Gottschalk: Was aus Dori geworden ist, Hoch-Verlag 1956 (1889)
Einer vom Hause Lesa. Eine Geschichte für Kinder und auch für Solche, welche die Kinder lieb haben. (später auch unter dem Titel Die Kinder vom Lesahof. Das Lied des Berges, und Teil 2 des Originals unter Stefeli. Weitere Schicksale der Kinder vom Lesahof) (1890)
Cornelli wird erzogen (Gotha, Friedrich Andreas Perthes) (1890)
Volksschriften von Johanna Spyri. Zweiter Band. (mit den Texten In Leuchtensee und Wie es mit der Goldhalde gegangen ist) (1891)
Schloss Wildenstein. (1892)
Die Stauffer-Mühle (1901)
Was Sami mit den Vögeln singt, Schweizerisches Jugendschriftenwerk (SJW), Heft 78
Wer Gott zum Freunde hat, SJW-Heft 79
Allen zum Trost, SJW-Heft 80
Lauris Krankheit, SJW-Heft 81/82
Vom This, der doch etwas wird, z. B. Band 10 der Geschichten für Jung und Alt im Volk, Perthes/Gotha

## Forrás
- http://gyermekirodalom.hu/?p=5538 Archiválva 2022. július 11-i dátummal a Wayback Machine-ben